# Phytobia millarae
Phytobia millarae este o specie de muște din genul Phytobia, familia Agromyzidae, descrisă de Spencer în anul 1977. Conform Catalogue of Life specia Phytobia millarae nu are subspecii cunoscute.